# Deutsche Shell Tanker-Gesellschaft
Die Deutsche Shell Tanker-Gesellschaft mbH., Hamburg, wurde 1958 als Tochter des niederländisch-britischen Shell-Konzerns gegründet und bestand bis  1994.

## Geschichte
Mit der Gründung der Deutsche Shell Tanker-Gesellschaft stieg auch die deutsche Tochter des niederländisch-britischen Shell-Konzerns in das Tankergeschäft ein. Als Geschäftsführer wurden C. F. Schmidt und J. Baumgarten bestellt, die im Hauptberuf Vorstandsmitglieder der Deutschen Shell waren. Bisher wurden die Shell-Tanker von der Shell Petroleum Co in London und der niederländischen Shell Tankers BV betrieben. Zur Zeit der Gründung befand sich das Raffineriegeschäft im Umbruch, die Raffinerien wurden an die Küste verlegt und sollten zum Teil mit Pipelines von Rotterdam und Wilhelmshaven versorgt werden. Das eigentliche Schifffahrtsgeschäft wurde von Arthur Binder (Reederei Aug. Bolten) und Hans Ruperti (Reederei J. A. Reinicke) aufgebaut und anfangs vertreten.
Da Schiffsingenieure mit Dampfturbinenerfahrung in Deutschland nur bei der Esso und Hapag zu finden waren und der Aufbau der deutschen Flotte viele Patentinhaber benötigte, war es für Ruperti und Binder schwierig, die Cap-Schiffe entsprechend zu besetzen. Die Schiffe fuhren von Hamburg ins Mittelmeer (3-Wochen-Reise) bzw. zum Persischen Golf (6-Wochen-Reise) und anfangs musterten ein großer Teil der Besatzung schon nach einer Reise ab.
Beim 1983 gefeierten 25-jährigen Jubiläum erfolgte ein Rückblick. Die C-Klasse war bereits verschrottet und die anderen Schiffe waren im Betrieb. Mit der Narcia wurde die 100.000-tdw-Marke, mit der Myrina die 200.000-tdw-Marke und mit der l-Klasse die 300.000-tdw-Marke übersprungen. 1969 musterte die erste Stewardess und 1980 die erste Offizierin auf einem Schiff der Deutsche Shell Tanker-Gesellschaft an.
Als die 1993/1994 abgelieferte H-Klasse (Hatasia, Haustrum, Haminea) in Fahrt kam, hatte die Royal Dutch/Shell-Gruppe die Neuorganisation der Shell-Tanker-Organisation vollzogen. Die von den vier nationalen Shell-Reedereien durchgeführten Aufgaben (Schiffseinsatz, Bemannung, Wartung, Reparatur) waren der Shell International Shipping Ltd. (SISL) mit Sitz in London übertragen worden. Die Befrachtung wurde schon vorher in London koordiniert. 
1994 betreute die SISL 42 Shell-eigene Öltanker, 18 LNG-Tanker, drei LPG-Tanker, zwei Kohlefrachter und etwa 30 langfristig gecharterte Schiffe. Insgesamt umfasste diese Flotte rund 18 Mio. tdw, die im Jahr 1992 rund 86 Mio. t Öl und Ölprodukte beförderten.

## Die Tanker der Deutsche Shell Tanker-Gesellschaft
Von der in Panama ansässige Atlas Tanker Co wurden fünf Cap-Tanker als Erstausstattung von der neugegründeten deutschen Tankerreederei gekauft. Sie behielten ihre Namen, wurden jedoch unter der deutschen Flagge mit dem Heimathafen Hamburg betrieben. Sie wurden 1949/1950 in den USA von der in Quincy befindlichen Werftabteilung der Bethlehem Steel Corp. gebaut und an Atlas Tanker abgeliefert.
Von den Howaldtswerke Kiel AG wurde 1963 der Turbinentanker Oliva mit rund 33.000 BRT an die Deutsche Shell Tanker-Gesellschaft abgeliefert. 
1966 folgte mit der Diala (rund 40.000 BRT, rund 70.000 tdw) der nächste Neubau. Der Turbinentanker Diala gehörte zu einer Dreierserie von der Deutschen Werft, die beiden Schwesterschiffe wurden an Shell Tankers (UK) abgeliefert. Diese Klasse wurde unter dem Einfluss des 1956 geschlossenem Sueskanal Mitte der 1960er Jahre von Shell entwickelt. Die Baureihe wurde in 15 Einheiten von verschiedenen europäischen Werften gebaut. Die Bezeichnung Shell D-Klasse leitete sich von dem Buchstaben „D“ des Typschiffs Drupa von der Deutschen Werft ab. Im Mai 1967 vollendete die Diloma die Baureihe. 
1967 folgte der Motortanker-Neubau Narica (60.000 BRT) und 1968 der Turbinentanker Myrina (rund 100.000 BRT) als Neubau von Harland & Wolff, Belfast, sowie der Motortanker Nacella von Swan Hunter. 1971 wurde von einer anderen Shelltochter der drei Jahre alte Motortanker Neverita (rund 60.000 BRT) übernommen. In den folgenden Jahren wurden die Cap-Klasse verschrottet.
1974 und 1975 wurden vom Bremer Vulkan die Turbinentanker Lagena, Liotina, Lottia der L-Klasse abgeliefert. Die Ensis, Elona der E-Klasse wurde von der St. John Shipbuilding 1979 an die Lepton Shipping Co in Monrovia abgeliefert. Als Operator dieser Motortanker fungierte die Deutsche Shell Tanker-Gesellschaft. Sie wurden jedoch schon 1996 wieder verkauft und 2002 und 2005 abgebrochen. 
Die Solena wurde als Worldfame in Japan bei Imabari Zōsen gebaut, 1980 an Hyrax Shipping Co. in Panama abgeliefert und 1986 als Solena an Solena Shipping Co. in Monrovia verkauft. Als Operator fungierte die Deutsche Shell Tanker-Gesellschaft. Das Schiff wurde 1996 an Malvern Shipping verkauft, umgetauft in Amber Energy und 1997 als Solena an die Shell International Trading and Shipping Co. (STASCO) und ging 2000 als Nord Sea an Belner Shipping. Sie wurde 2005 in Cittagong abgebrochen.
1987 wurde der Motortanker Onoba von Lepton Shipping Co., Monrovia, Operator Deutsche Shell Tanker-Gesellschaft, Hamburg von Zenit Aurora Shipping, Monrovia übernommen. Er wurde 1977 von den Götaverken Arendal, Göteborg als Messinaki Fisis für Fondountion Sea Transport, Monrovia abgeliefert und 1983 als Zenit Aurora an Zenit Aurora Shipping, Monrovia verkauft und 1986 in Argo Aurora umbenannt. 
1990 wurde der Turbinentanker Lucina von der Deutsche Shell Tanker-Gesellschaft von Meridian Transport übernommen. Er wurde 1976 als Universe Frontier an Meridian Transport von Ishikawajima Harima Heavy Ind., Kure, abgeliefert und ging 1977 als Aristotle S Onassis an Olympic Maritim. 1997 wurde er an Shell International Trading and Shipping Co. (STASCO) übergeben, 2000 als Lu San an Ocean Tankers verkauft und 2006 zur Floating Production Storage and Offloading Unit (FPSO) zum FPSO Frade umgebaut und befindet sich in Betrieb.
Auch die 1993/1994 von Halla Engineering & Heavy Industries, Inchon, Südkorea, an die Deutsche Shell Tanker-Gesellschaft abgelieferten Motortanker der H-Klasse (Hatasia, Haustrum, Haminea) sind noch in Fahrt. Sie wurden 2007 an Pacific Tanker Singapor verkauft und umbenannt. 

### Übersicht
| Deutsche Shell Tanker-Gesellschaft | Deutsche Shell Tanker-Gesellschaft                              | Deutsche Shell Tanker-Gesellschaft | Deutsche Shell Tanker-Gesellschaft | Deutsche Shell Tanker-Gesellschaft | Deutsche Shell Tanker-Gesellschaft |
| Bauname                            | Bauwerft/Baunummer                                              | Anzahl                             | Ablieferung                        | Spätere Namen und Verbleib | Antrieb                            |
| ---------------------------------- | --------------------------------------------------------------- | ---------------------------------- | ---------------------------------- | --- | ---------------------------------- |
| Shell C-Klasse                     | Bethlehem Steel, 1613–1617                                      | 5                                  | Jan.–Sept. 1950 an Atlas Tanker    | Capsa, Caprella, Capulus, Caprinus; 1959 an Deutsche Shell Tanker-Gesellschaft (DSTG), Hamburg; 1975–1978 verschrottet | Turbinen                           |
| Oliva                              | Howaldtswerke AG, Kiel                                          | 1                                  | 1963                               | Juni 1963 an Deutsche Shell Tanker-Gesellschaft (DSTG), Hamburg; 7. Jan. 1983 an Eckhardt & Co, Hamburg, 11. Januar 1983 an Karachi zum Abbruch | Turbinen                           |
| Diala                              | Deutsche Werft AG                                               | 1                                  | 1966                               | 23. September 1966 an Deutsche Shell Tanker-Gesellschaft (DSTG), Hamburg; nach verschied. Stationen, Feuerausbruch, Auflieger, Umbau, am 25. Mai 1992 in Nantong (China) zum Abbruch | Turbinen                           |
| Narica                             | Swan, Hunter & Wigham Richardson, Wallsend                      | 1                                  | 1967                               | 8. September 1967 an Deutsche Shell Tanker-Gesellschaft (DSTG), Hamburg; am 28. Dezember 1993 an Chittagong zum Abbruch | Motoren                            |
| Myrina                             | Harland & Wolff, Belfast                                        | 1                                  | 1968                               | 24. April 1968 an Deutsche Shell Tanker-Gesellschaft (DSTG), Hamburg; am 17. August 1981 an Inchon zum Abbruch | Turbinen                           |
| Nacella                            | Swan Hunter, Wallsend                                           | 1                                  | 1968                               | 1968 an Deutsche Shell Tanker-Gesellschaft (DSTG), Hamburg; 1993 zum Abbruch in Chittagong | Motoren                            |
| Neverita                           | Nederlandse Dok & Scheepsbouw Maatschappij, Amsterdam (Holland) | 1                                  | 1968                               | 1968 an Curaosche Scheepvaart Maats. N. V., Willemstad 1971 an Deutsche Shell Tanker-Gesellschaft (DSTG), Hamburg; 1994 zum Abbruch in Chittagong | Motoren                            |
| Shell L-Klasse                     | Bremer Vulkan                                                   | 3                                  | 1974, 1975                         | Lagena, Liotina, Lottia; 1974 und 1975 an Deutsche Shell Tanker-Gesellschaft (DSTG), Hamburg; 1984 und 1997 zum Abbruch | Turbinen                           |
| E-Klasse                           | St. John Shipbuilding                                           | 2                                  | 1979                               | Ensis, Elona; Januar 1979 an Lepton Shipping Co, Monrovia, Operator Deutsche Shell Tanker-Gesellschaft, beide 1996 verkauft; 2002 und 2005 zum Abbruch | Motoren                            |
| Solena                             | Imabari Zōsen, Japan                                            | 1                                  | 1980                               | 1980 als Worldfame an Hyrax Shipping Co., Panama; 1986 als Solena an Solena Shipping Co., Monrovia, Operator Deutsche Shell Tanker-Gesellschaft, 1996 als Amber Energy verkauft an Malvern Shipping, 1997 als Solena an STASCO; 2000 als Nord Sea an Belner Shipping, 2005 in Cittagong zum Abbruch | Motor                              |
| Onoba                              | Götaverken Arendal, Göteborg                                    | 1                                  | 1977                               | April 1977 als Messinaki Fisis an FST, Monrovia; 1983 als Zenit Aurora an Zenit Aurora Shipping, Monrovia; 1986 in Argo Aurora umbenannt; 1987 als Onoba an Lepton Shipping Co., Monrovia, Operator Deutsche Shell Tanker-Gesellschaft, Hamburg; 1991 als Alandia Bay an Bracknell Shipping, Nassau (Bahamas); 2000 als Andi Bay an Evonshire Shipping; 2001 als LMZ Vasiliki an Birveta Cyprus; 2003 zum Abbruch verkauft | Motoren                            |
| Lucina                             | Ishikawajima Harima Heavy Ind., Kure                            | 1                                  | 1976                               | 1976 als Universe Frontier an Meridian Transport; 1977 als Aristotle S Onassis an Olympic Maritim; 1990 als Lucina an Deutsche Shell Tanker-Gesellschaft, Hamburg; 1997 an Shell International Trading and Shipping Co. (STASCO); 2000 als Lu San an Ocean Tankers; 2006 zm FPSO Frade umgebaut und in Betrieb | Turbinen                           |
| H-Klasse                           | Halla Engineering & Heavy Industries Inchon South Korea         | 3                                  | 1993/1994                          | Hatasia, Haustrum, Haminea 1993/1994 an Deutsche Shell Tanker-Gesellschaft, Hamburg; 2007 umbenannt und verkauft an Pacific Tanker Singapore; 2012 umbenannt und verkauft, in Fahrt | Motoren                            |